# Howie Seago
Howie Seago est un acteur sourd américain, né le 15 décembre 1953 à Tacoma à Washington, dans la banlieue sud de Seattle.

## Biographie

### Jeunesse et formation
Howie Seago est né sourd le 5 décembre 1953. Son père est malentendant, et du côté de son père, certains membres de sa famille ont des problèmes d'audition. Howie a deux frères, les deux sourd et malentendant, et deux sœurs entendantes. Le dernier frère sourd Bill Seago est également un acteur dans le téléfilm Ton nom est Jonah (And your name is Jonah…)[réf. nécessaire].
Il étudie à l'Université d'État de Californie à Northridge.

### Vie privée
Howie Seago est marié à sa femme Lori et ils ont ensemble deux fils entendants : Ryan et Kyle[réf. nécessaire].

## Filmographie

### Films
- 1996 : Au-delà du silence (Jenseits der Stille) de Caroline Link : Martin
- 2007 : A Permanent Grave
- 2009 : The Legend of The Mountain Man de Mark Wood : le grand-père Dale

### Séries télévisées
- 1988 : Rick Hunter de James Whitmore Jr. : Austin McCabe (saison 4, épisode 18 : Coma (Death Signs))
- 1989 : Star Trek : La Nouvelle Génération de Larry Shaw : Riva (saison 2, épisode 5 : L'Éclat d'un murmure (Loud as a Whisper))
- 1989 : Equalizer de Russ Mayberry : Ron (saison 4, épisode 12 : Fureur silencieuse (Silent Fury))

### Courts-métrages
- 2008 : The Deaf Man de D.J. Kurs : l'homme sourd